# Oscar 1983
A 55.ª cerimônia do Oscar ou Oscar 1983 (no original: 55th Academy Awards), apresentada pela Academia de Artes e Ciências Cinematográficas (AMPAS), homenageou os melhores filmes, atores e técnicos de 1982. Aconteceu em 11 de abril de 1983 no Dorothy Chandler Pavilion, em Los Angeles, às 18 horas no horário local. Durante a cerimônia, foram distribuídos os prêmios da Academia em vinte e quatro categorias, e a transmissão ao vivo foi realizada pela rede televisiva estadunidense American Broadcasting Company (ABC), com produção de Howard W. Koch e direção de Marty Pasetta. Os atores Walter Matthau, Liza Minnelli, Dudley Moore e Richard Pryor foram os anfitriões do evento. Matthau e Pryor que já haviam coapresentado o Oscar 1976 e Oscar 1977, respectivamente, foram as anfitriãs pela segunda vez. Enquanto isso, Minnelli e Moore estrearam como apresentadores. Duas semanas antes, em uma cerimônia realizada no The Beverly Hilton, em 27 de março, foi entregue o Oscar Científico ou Técnico sob apresentação de Dyan Cannon.
Gandhi venceu oito categorias, incluindo a de melhor filme. Destacaram-se também E.T. the Extra-Terrestrial com quatro prêmios, An Officer and a Gentleman com dois, Volver a empezar, If You Love This Planet, Just Another Missing Kid, Missing, Quest for Fire, A Shocking Accident, Sophie's Choice, Tango, Tootsie e Victor/Victoria com uma vitória. A apresentação televisionada contabilizou 53,2 milhões de telespectadores nos Estados Unidos.

## Indicados e vencedores
Os indicados à 55.ª edição do Oscar foram anunciados em 17 de fevereiro de 1983 por Fay Kanin, presidente da Academia, e pelo ator Karl Malden. Gandhi foi indicado a onze categorias; Tootsie veio em seguida com dez. Os vencedores foram anunciados durante a cerimônia de premiação em 11 de abril. A indicação de Jessica Lange à melhor atriz e melhor atriz coadjuvante a converteu na segunda atriz da história a alcançar tal feito, após Teresa Wright, que foi indicada para melhor atriz por The Pride of the Yankees (1942) e venceu como melhor atriz coadjuvante por Mrs. Miniver (1942). Louis Gossett Jr. tornou-se o primeiro afro-americano a conquistar a estatueta de melhor ator coadjuvante.

### Prêmios
Indica o vencedor dentro de cada categoria.
| Melhor Filme Gandhi – Richard Attenborough - E.T. the Extra-Terrestrial – Steven Spielberg e Kathleen Kennedy - Missing – Edward Lewis e Mildred Lewis - Tootsie – Sydney Pollack e Dick Richards - The Verdict – David Brown e Richard D. Zanuck | Melhor Diretor Richard Attenborough – Gandhi - Wolfgang Petersen – Das Boot - Steven Spielberg – E.T. the Extra-Terrestrial - Sydney Pollack – Tootsie - Sidney Lumet – The Verdict |
| Melhor Ator/Actor (Principal) Ben Kingsley – Gandhi como Mahatma Gandhi - Dustin Hoffman – Tootsie como Michael Dorsey/Dorothy Michaels - Jack Lemmon – Missing como Edmund Horman - Paul Newman – The Verdict como Frank Galvin - Peter O'Toole – My Favorite Year como Alan Swann                                                                                           | Melhor Atriz/Actriz (Principal) Meryl Streep – Sophie's Choice como Zofia "Sophie" Zawistowski - Julie Andrews – Victor/Victoria como Victoria Grant/Count Victor Grazinski - Jessica Lange – Frances como Frances Farmer - Sissy Spacek – Missing como Beth Horman - Debra Winger – An Officer and a Gentleman como Paula Pokrifki |
| Melhor Ator/Actor Coadjuvante/Secundário Louis Gossett Jr. – An Officer and a Gentleman como Gunnery Sergeant Emil Foley - Charles Durning – The Best Little Whorehouse in Texas como The Governor - John Lithgow – The World According to Garp como Roberta Muldoon - James Mason – The Verdict como Ed Concannon - Robert Preston – Victor/Victoria como Carol "Toddy" Todd | Melhor Atriz/Actriz Coadjuvante/Secundária Jessica Lange – Tootsie como Julie Nichols - Glenn Close – The World According to Garp como Jenny Fields - Teri Garr – Tootsie como Sandra "Sandy" Lester - Kim Stanley – Frances como Lillian Van Ornum Farmer - Lesley Ann Warren – Victor/Victoria como Norma Cassidy |
| Melhor Roteiro/Argumento – Original Gandhi – John Briley - Diner – Barry Levinson - E.T. the Extra-Terrestrial – Melissa Mathison - An Officer and a Gentleman – Douglas Day Stewart - Tootsie – Larry Gelbart, Murray Schisgal e Don McGuire | Melhor Roteiro/Argumento – Adaptado Missing – Costa-Gavras e Donald E. Stewart por The Execution of Charles Horman: An American Sacrifice de Thomas Hauser - Das Boot – Wolfgang Petersen por Das Boot de Lothar G. Buchheim - Sophie's Choice – Alan J. Pakula por Sophie's Choice de William Styron - The Verdict – David Mamet por The Verdict de Barry Reed - Victor/Victoria – Blake Edwards por Viktor und Viktoria de Reinhold Schünzel                                    |
| Melhor Filme Estrangeiro Volver a empezar ( Espanha) – José Luis Garci - Alsino y el cóndor ( Nicarágua) – Miguel Littín - Coup de torchon ( França) – Bertrand Tavernier - Ingenjör Andrées luftfärd ( Suécia) – Jan Troell - Chastnaya zhizn ( União Soviética) – Yuli Raizman                                                                                              | Melhor Documentário em Longa-metragem Just Another Missing Kid – John Zaritsky - After the Axe – Sturla Gunnarsson e Steve Lucas - Ben's Mill – John Karol e Michel Chalufour - In Our Water – Meg Switzgable - A Portrait of Giselle – Joseph Wishy |
| Melhor Documentário em Curta-metragem If You Love This Planet – Edward Le Lorrain e Terre Nash - Gods of Metal – Robert Richter - The Klan: A Legacy of Hate in America – Charles Guggenheim e Werner Schumann - To Live or Let Die – Freida Lee Mock - Traveling Hopefully – John G. Avildsen                                                                                | Melhor Curta-metragem A Shocking Accident – Christine Oestreicher - Ballet Robotique – Bob Rogers - The Silence – Michael Toshiyuki Uno e Joseph Benson - Split Cherry Tree – Jan Saunders - Sredni Vashtar – Andrew Birkin |
| Melhor Animação em Curta-metragem Tango – Zbigniew Rybczyński - The Great Cognito – Will Vinton - The Snowman – John Coates | Melhor Trilha Sonora/Banda Sonora E.T. the Extra-Terrestrial – John Williams - Gandhi – Ravi Shankar e George Fenton - An Officer and a Gentleman – Jack Nitzsche - Poltergeist – Jerry Goldsmith - Sophie's Choice – Marvin Hamlisch |
| Melhor Trilha Sonora/Banda Sonora Adaptada Victor/Victoria – Henry Mancini e Leslie Bricusse - Annie – Ralph Burns - One from the Heart – Tom Waits | Melhor Canção Original "Up Where We Belong" por An Officer and a Gentleman – Jack Nitzsche, Buffy Sainte-Marie e Will Jennings - "Eye of the Tiger" por Rocky III – Jim Peterik e Frankie Sullivan - "How Do You Keep the Music Playing?" por Best Friends – Michel Legrand, Alan Bergman e Marilyn Bergman - "If We Were In Love" por Yes, Giorgio – John Williams, Alan Bergman e Marilyn Bergman - "It Might Be You" por Tootsie – Dave Grusin, Alan Bergman e Marilyn Bergman |
| Melhor Edição de Som E.T. the Extra-Terrestrial – Charles L. Campbell e Ben Burtt - Das Boot – Mike Le Mare - Poltergeist – Stephen Hunter Flick e Richard Anderson | Melhor Som E.T. the Extra-Terrestrial – Robert Knudson, Robert Glass, Don Digirolamo e Gene Cantamessa - Das Boot – Milan Bor, Trevor Pyke e Mike Le Mare - Gandhi – Gerry Humphreys, Robin O'Donoghue, Jonathan Bates e Simon Kaye - Tootsie – Arthur Piantadosi, Les Fresholtz, Dick Alexander e Les Lazarowitz - Tron – Michael Minkler, Bob Minkler, Lee Minkler e James LaRue                                                                                                |
| Melhor Maquiagem/Caracterização Quest for Fire – Sarah Monzani e Michèle Burke - Gandhi – Tom Smith | Melhor Figurino/Guarda-Roupa Gandhi – John Mollo e Bhanu Athaiya - La traviata – Piero Tosi - Sophie's Choice – Albert Wolsky - Tron – Elois Jenssen e Rosanna Norton - Victor/Victoria – Patricia Norris |
| Melhor Direção de Arte Gandhi – Stuart Craig, Robert W. Laing e Michael Seirton - Annie – Dale Hennesy e Marvin March - Blade Runner – Lawrence G. Paull, David Snyder e Linda DeScenna - La traviata – Franco Zeffirelli e Gianni Quaranta - Victor/Victoria – Rodger Maus, Tim Hutchinson , William Craig Smith e Harry Cordwell                                            | Melhor Cinematografia/Fotografia Gandhi – Billy Williams e Ronnie Taylor - Das Boot – Jost Vacano - E.T. the Extra-Terrestrial – Allen Daviau - Sophie's Choice – Néstor Almendros - Tootsie – Owen Roizman |
| Melhor Edição/Montagem Gandhi – John Bloom - Das Boot – Hannes Nikel - E.T. the Extra-Terrestrial – Carol Littleton - An Officer and a Gentleman – Peter Zinner - Tootsie – Fredric Steinkamp e William Steinkamp | Melhores Efeitos Visuais E.T. the Extra-Terrestrial – Carlo Rambaldi, Dennis Muren e Kenneth F. Smith - Blade Runner – Douglas Trumbull, Richard Yuricich e David Dryer - Poltergeist – Richard Edlund, Michael Wood e Bruce Nicholson |

### Oscar Honorário
- A Mickey Rooney; "em reconhecimento a seis décadas de contribuição notável ao cinema, com uma carreira marcada por atuações versáteis e inesquecíveis".[15]

### Prêmio Humanitário Jean Hersholt
O prêmio reconhece indivíduos que fizeram contribuições indeléveis com o cinema e o mundo:
- Walter Mirisch[15]

### Filmes com mais prêmios e indicações
| Indicações | Filme                       |
| ---------- | --------------------------- |
| 11         | Gandhi                      |
| 10         | Tootsie                     |
| 9          | E.T. the Extra-Terrestrial  |
| 7          | Victor/Victoria             |
| 6          | Das Boot                    |
| 6          | An Officer and a Gentleman  |
| 5          | Sophie's Choice             |
| 5          | The Verdict                 |
| 4          | Missing                     |
| 3          | Poltergeist                 |
| 2          | Annie                       |
| 2          | Blade Runner                |
| 2          | Frances                     |
| 2          | La traviata                 |
| 2          | Tron                        |
| 2          | The World According to Garp |

| Vitórias | Filme                      |
| -------- | -------------------------- |
| 8        | Gandhi                     |
| 4        | E.T. the Extra-Terrestrial |
| 2        | An Officer and a Gentleman |

## Apresentadores e atrações musicais
As seguintes personalidades apresentaram categorias ou realizaram números individuais:

### Apresentadores (em ordem de aparição)
| Nome(s)                          | Função                                                                                  |
| -------------------------------- | --------------------------------------------------------------------------------------- |
| Hank Simms                       | Anunciou o início da cerimônia                                                          |
| Fay Kanin                        | Deu boas-vindas aos convidados da cerimônia                                             |
| Luise Rainer Jack Valenti        | Apresentaram a categoria de melhor filme estrangeiro                                    |
| Christopher Reeve Susan Sarandon | Apresentaram a categoria de melhor ator coadjuvante                                     |
| Jane Russell Cornel Wilde        | Apresentaram a categoria de melhor maquiagem                                            |
| Matt Dillon Kristy McNichol      | Apresentaram a categoria de melhor animação em curta-metragem e melhor curta-metragem   |
| Charlton Heston                  | Apresentou o Prêmio Humanitário Jean Hersholt a Walter Mirisch                          |
| Cher Plácido Domingo             | Apresentaram a categoria de melhor trilha sonora e melhor trilha sonora adaptada        |
| Steve Guttenberg Ann Reinking    | Apresentaram a categoria de melhor figurino                                             |
| Elizabeth McGovern Eddie Murphy  | Apresentaram a categoria de melhores efeitos visuais                                    |
| Jamie Lee Curtis Carl Weathers   | Apresentaram a categoria de melhor edição de som                                        |
| JoBeth Williams David L. Wolper  | Apresentaram a categoria de melhor documentário de curta-metragem e melhor documentário |
| Margot Kidder William Shatner    | Apresentaram a categoria de melhor direção de arte                                      |
| Michael Keaton Nastassja Kinski  | Apresentaram a categoria de melhor fotografia                                           |
| Bob Hope                         | Apresentou o Oscar Honorário a Mickey Rooney                                            |
| Lisa Eilbacher David Keith       | Apresentaram a categoria de melhor som                                                  |
| Tom Selleck Raquel Welch         | Apresentaram a categoria de melhor edição                                               |
| Olivia Newton-John               | Apresentou a categoria de melhor canção original                                        |
| Robert Mitchum Sigourney Weaver  | Apresentaram a categoria de melhor atriz coadjuvante                                    |
| Philip Dunne                     | Apresentou a categoria de melhor roteiro original e melhor roteiro adaptado             |
| Billy Wilder                     | Apresentou a categoria de melhor diretor                                                |
| Sylvester Stallone               | Apresentou a categoria de melhor atriz                                                  |
| John Travolta                    | Apresentou a categoria de melhor ator                                                   |
| Carol Burnett                    | Apresentou a categoria de melhor filme                                                  |

### Atrações musicais (em ordem de aparição)
| Nome(s)                                                               | Atração                                               |
| --------------------------------------------------------------------- | ----------------------------------------------------- |
| Bill Conti                                                            | Orquestra                                             |
| Walter Matthau Liza Minnelli Dudley Moore Richard Pryor               | "It All Comes Down to This"                           |
| The Temptations Sandahl Bergman                                       | "Eye of the Tiger", de Rocky III                      |
| Patti Austin James Ingram                                             | "How Do You Keep the Music Playing?", de Best Friends |
| Joe Cocker Jennifer Warnes NROTC da Universidade do Sul da Califórnia | "Up Where We Belong", de An Officer and a Gentleman   |
| Stephen Bishop                                                        | "It Might Be You", de Tootsie                         |
| Peter Allen Bernadette Peters Academy Awards Chorus                   | Tributo a Irving Berlin                               |
| Melissa Manchester                                                    | "If We Were in Love", de Yes, Giorgio                 |
| Academy Awards Chorus                                                 | "That's Entertainment"                                |

## Cerimônia
Em outubro de 1982, a Academia contratou Howard W. Koch como produtor da transmissão do Oscar pela oitava vez. "É com grande alegria que anuncio que a Academia terá, mais uma vez, a experiência e a criatividade de Howard Koch neste ano", disse Fay Kanin, presidente da AMPAS, em comunicado oficial para a imprensa sobre a contratação. "Sentimo-nos imensamente honrados pelas cerimônias que Howard idealizou para nós nos últimos anos e aguardamos com elevada expectativa um evento igualmente memorável e emocionante neste ano", complementou. Cinco meses depois, os atores Walter Matthau, Liza Minnelli, Dudley Moore e Richard Pryor foram selecionados para ser os anfitriões do Oscar de 1983. De acordo com informações divulgadas pela imprensa, a AMPAS inicialmente convidou o apresentador Johnny Carson para retornar como anfitrião do evento, mas recusou o convite devido a questões pessoais ligadas ao recente divórcio de sua esposa.
Marty Pasetta foi o responsável pela direção da transmissão da cerimônia, enquanto o compositor Bill Conti colaborou na direção musical – o qual conduziu a orquestra do show. O ator John Moschitta Jr. iniciou a cerimônia explicando as regras e os procedimentos de votação. Integrantes do Corpo de Treinamento de Oficiais da Reserva Naval (NROTC) da Universidade do Sul da Califórnia se apresentaram no início da execução de "Up Where We Belong", canção do filme An Officer and a Gentleman. Peter Allen e Bernadette Peters executaram uma seleção de faixas em homenagem ao compositor Irving Berlin. Ethel Merman estava originalmente escalada para se apresentar com Allen e Peters, mas precisou cancelar sua participação após sofrer um derrame.

### Bilheteria dos filmes indicados
No dia do anúncio dos filmes indicados, em 16 de fevereiro, o valor bruto somado pelas cinco obras na categoria principal era de 496 milhões de dólares. E.T. the Extra-Terrestrial assegurou a maior bilheteria entre os aparentes no Oscar 1983, totalizando 329 milhões de dólares em recibos do mercado doméstico. Em seguida, aparecem Tootsie (101 milhões), The Verdict (39,7 milhões), Missing (14 milhões) e Gandhi (11,9 milhões de dólares).

### Avaliação em retrospecto
Thomas Sabulis, do St. Petersburg Times, escreveu: "A transmissão foi uma das piores dos últimos tempos". Além disso, criticou aspectos da produção, como o número de abertura, no qual Kristy McNichol errou ao anunciar os nomes dos indicados. Escrevendo para o Austin American-Statesman, Diane Holoway comentou: "Nos 25 anos em que venho assistindo ao evento, esta foi a produção mais desorganizada e, com mais de três horas de duração, uma das mais longas". Ray Dyson, escrevendo para o Mansfield News Journal, afirmou: "Como sempre, a cerimônia do Oscar aconteceu na noite de segunda-feira. E, como sempre, duas previsões se concretizaram: a cerimônia foi muito longa e, como de costume, entediante". Destacou a homenagem a Irving Berlin e a recitação rápida e bem-humorada das regras de votação feitas por John Moschitta, mas criticou a transmissão televisiva, que considerou apática e repleta de falhas técnicas.
Howard Rosenberg, crítico de televisão do Los Angeles Times, escreveu: "Esta transmissão continua sendo uma das melhores da televisão, talvez não tão bem produzida quanto a dos Tonys, mas inigualável em carisma e elegância". O crítico de cinema do The New York Times, Vincent Canby, afirmou: "Na noite de segunda-feira passada, o Oscar 1983 foi tudo o que se poderia esperar de uma cerimônia, com dignidade como destaque". No entanto, criticou a escolha de Gandhi como melhor filme, comentando: "E.T. e Tootsie são filmes. Gandhi é um livro didático ilustrado, elaborado com grande esforço". Ao The News & Observer, o colunista Bill Morrison destacou a falta de emoção nos vencedores e a repetição dos "agradecimentos" nos discursos de aceitação, que tornaram a cerimônia monótona. Contudo, elogiou o coapresentador Moore, chamando-o de "um anfitrião carismático".

### Recepção e audiência
Em seu país de origem, a transmissão da ABC atraiu uma média de 53,2 milhões de telespectadores no decorrer do evento. Pelo Nielsen Ratings, obteve números superiores à edição anterior, com 38% dos televisores sintonizados na rede, total de 59 pontos. Em agosto de 1983, a apresentação do evento recebeu quatro indicações ao Emmy Award. No mês seguinte, na noite da premiação, conquistou uma das nomeações recebidas: melhor direção de arte em um programa de variedades ou música (para Michael Corenblith e Ray Klausen).